# Urea (mineral)
La urea és un mineral de la classe dels minerals orgànics.

## Característiques
La urea és un compost de fórmula química CO(NH₂)₂. Químicament és idèntica a la urea, d'on rep el nom. Va ser aprovada com a espècie vàlida per l'Associació Mineralògica Internacional l'any 1972, sent publicada per primera vegada el 1973. Cristal·litza en el sistema tetragonal.
L'exemplar que va servir per a determinar l'espècie, el que es coneix com a material tipus, es troba conservat al Museu d'Austràlia Occidental, a Perth (Austràlia), amb el número de catàleg: s4688.

## Formació i jaciments
És un derivat de guano de ratpenat i orina, estable només en condicions molt àrides. Va ser descoberta a Toppin Hill, a Lake Rason, dins el comtat de Laverton (Austràlia Occidental, Austràlia). També ha estat descrita en altres indrets dels Estats Units, l'Aràbia Saudí i els Emirats Àrabs Units.